# 第14155号行政命令
第14155號行政命令《美国退出世界卫生组织》（英語："Withdrawing the United States from the World Health Organization"），是美国第47任總統唐納·川普于2025年1月20日（即他第二次就职典礼当天）签署的一项行政命令。该命令指示美国退出世界卫生组织。此项行政命令是美国第二次下令退出世界卫生组织。

## 背景
特朗普在其第一次总统任期的最后一年正值2019冠状病毒病疫情，他于2020年7月宣布退出世界卫生组织。当时，特朗普批评世卫组织对疫情的处理，认为病毒起源于中华人民共和国武汉市的一个实验室，世卫组织未能根据这一信息采取行动。然而，在2021年1月乔·拜登就任总统后，推翻了这一决定。

## 行政命令内容
该行政命令指出，世界卫生组织在2020年对COVID-19疫情处理不当，未能进行改革，并受到成员国政治干预的影响。该命令随后指示国务卿将退出世卫组织一事通知联合国秘书长和世卫组织领导层。它还下令暂停未来向美国转移资金、支持和资源；召回与世卫组织合作的美国政府人员；并确定美国和国际合作伙伴作为世卫组织目前开展活动的替代场所。
该命令还指示白宫疫情防控和应对政策办公室主任审查并替换《2024年美国全球卫生安全战略》。此外，还命令国务卿停止有关世卫组织疫情协议的谈判。

## 反应
1月21日，世界卫生组织发表声明，对美国退出世卫组织表示遗憾，强调世卫组织在全球卫生领域的重要作用以及自1948年以来与美国的长期伙伴关系。世卫组织敦促美国重新考虑退出决定，并强调双方在消灭天花、抗击脊髓灰质炎等共同努力下取得的成果。1月24日，《政客》报道称，世界卫生组织总干事谭德塞向世卫组织工作人员发送了一封电子邮件，称美国宣布退出世卫组织已导致世卫组织实施大幅预算削减，包括冻结招聘、减少差旅支出，“除非特殊情况”会议完全改为线上举行，向各国提供技术支持的任务“仅限于最必要的领域”。
无国界医生组织于1月23日发表声明批评了这一决定，警告说这将对人道主义努力和全球卫生协调造成危及生命的后果。该组织首席执行官阿夫里尔·伯努瓦强调了美国支持世卫组织领导的疾病根除和疫情预防的重要性。
乔治城大学奥尼尔国家和全球卫生法研究所对此表示担忧，认为美国退出世卫组织的决定是全球卫生治理的倒退。他们在声明中强调了美国作为世卫组织主要财政捐助国的作用，并重申了对国际卫生合作的承诺。
中华人民共和国外交部发言人郭嘉昆1月21日在记者会上表示，世卫组织的作用“应该加强，而不是削弱”。针对美国退出世卫组织，郭嘉昆表示，“中方将一如既往地支持世卫组织履行职责，深化国际公共卫生合作，推进全球公共卫生治理，推动构建人类卫生健康共同体”。